# Central Mellette (Dakota del Sur)
Central Mellette es un territorio no organizado ubicado en el condado de Mellette en el estado estadounidense de Dakota del Sur. En el Censo de 2010 tenía una población de 687 habitantes y una densidad poblacional de 0,6 personas por km².

## Geografía
Central Mellette se encuentra ubicado en las coordenadas 43°35′13″N 100°43′34″O / 43.58694, -100.72611. Según la Oficina del Censo de los Estados Unidos, Central Mellette tiene una superficie total de 1153.46 km², de la cual 1151.51 km² corresponden a tierra firme y (0.17%) 1.94 km² es agua.

## Demografía
Según el censo de 2010, había 687 personas residiendo en Central Mellette. La densidad de población era de 0,6 hab./km². De los 687 habitantes, Central Mellette estaba compuesto por el 24.02% blancos, el 0% eran afroamericanos, el 71.76% eran amerindios, el 0.15% eran asiáticos, el 0% eran isleños del Pacífico, el 0% eran de otras razas y el 4.08% pertenecían a dos o más razas. Del total de la población el 1.16% eran hispanos o latinos de cualquier raza.